# Bones (groupe américain)
Pour les articles homonymes, voir Bones (homonymie).
Bones est un groupe de power pop, de rock et de soul américain fondé au début des années 1970. Bones est l'héritier du groupe The Peppermint Trolley Company qui s'est renommé et a choisi une nouvelle direction musicale, après la séparation du groupe de son label Acta Records en 1969.
Bones a sorti deux albums, un publié par Signpost Record et un autre par MCA Records, ainsi que trois singles. Les membres originaux du groupe sont Jimmy Faragher (chant, basse et guitare), Danny Faragher (chants, clavier, basse et harmonica), Casey Cunningham (batterie) et Greg Tornquist (guitare, flûte et harmonica). Patrick McClure rejoint le groupe pour chanter et jouer de la guitare sur le second album en 1973.

## Histoire
En 1969, le groupe de Sunshine pop The Peppermint Trolley Company quitte son contrat pour diverses raisons, à la fois financières et créatives. Ils déménagent à Riverside en Californie et changent leur nom pour « Bones ». Selon Danny Faragher, ce nom est choisi car il constituait la chose la plus éloignée de l'ancien nom Peppermint Trolley Company, dérivé d'un roman policier sur le meurtre d'Erle Stanley Gardner.
Après avoir visité le circuit de la fraternité (UCLA et USC), le manager du groupe Steve Hauser, leur décroche une interview dans deux discothèques de premier plan du Sunset Strip : Gazzarri's et Whisky a Go Go. Ils signent finalement chez Gazzarri pour une résidence de trois mois, avant d'intégrer le Whisky a Go Go et le Roxy.
En juillet 1971, après leur tournée des clubs de nuit, les Bones signent chez le label Signpost Records grâce à leurs producteurs Artie Mogul et Richard Perry. Ils initient alors une tournée dans le Midwest, faisant les premières parties de Alice Cooper, Canned Heat et Little Richard.
L'album éponyme Bones sort au printemps 1972. La couverture de l'album présente une photographie et un graphisme du futur comédien Phil Hartman. Le single Roberta, écrit par le célèbre pianiste de R&B, Huey "Piano" Smith sort peu de temps après. Il se classe à la 94e place du Billboard Hot 100 Un second single Good Luck sort également en 1973.
En 1973, le propriétaire de Signpost Records, Artie Mogul, vend la société aux MCA Records. Ainsi leur second album Waitin' Here sort sous ce label en septembre 1973, produit par Vini Poncia. Un single Undenied, sort peu de temps après. L'album contient plus de soul et de R&B.
En octobre 1973, les Bones se séparent. Les frères Danny et Jimmy Faragher se retrouvent pour fonder le groupe de blue-eyed soul The Faragher Brothers.

## Albums
- 1972 : Bones
- 1973 : Waitin' Here